# J.P. Jacobsen
 Der er flere personer med dette navn, se Jacob Peter Jacobsen.
Jens Peter Jacobsen (født 7. april 1847 i Thisted, død 30. april 1885 sammesteds), normalt skrevet J.P. Jacobsen (udtalt I.P. Jacobsen), var en dansk forfatter under naturalismen. Han døde af tuberkulose.
J.P. Jacobsen blev født i Thisted Købstads sogn den 7. april 1847 som søn af den 34-årige skipper Christen Jacobsen og dennes 34-årige hustru Benthe Marie Jensdatter Hundahl og blev hjemmedøbt den 20. april. Familien havde bopæl i Søndergade (i dag: J.P. Jacobsens Plads). Han havde to yngre søstre og en yngre bror.
Han tog eksamen i biologi på Københavns universitet, hvor han skrev en guldmedaljeafhandling om ferskvandsalger og knyttede sig med sin naturvidenskabelige baggrund til det moderne gennembruds mænd som brødrene Brandes, hvor især Edvard Brandes blev en nær ven.
I 1872 oversatte Jacobsen On the Origin of Species (Arternes oprindelse) af Charles Darwin til dansk. Forinden havde han på opfordring af Vilhelm Møller, der også var en del af Brandes-kredsen, forfattet nogle artikler, der introducerede Darwins lære. De blev bragt i Nyt Dansk Maanedsskrift, der var det officielle talerør for fritænkerne omkring Brandes.
Pga. tilknytningen til fritænkerne er Jacobsen i mere end 100 år, hvor den biografiske metode var fremherskende, blevet behandlet som naturalist i den danske litteraturhistorie, hvorimod man i Tyskland har set ham som en af de vigtigste inspirationskilder for symbolismen. Både Rilke og Stefan George lærte sig dansk for at kunne læse J.P. Jacobsen. Desuden er Thomas Mann, Hugo von Hofmannsthal og flere andre stærkt påvirket af J.P. Jacobsen. Blandt hans beundrere i den engelsktalende verden var James Joyce og T.E. Lawrence. Med den ny oversættelse af Niels Lyhne i 1990 af Tiina Nunnally begyndte Jacobsen at få den anerkendelse hos litterære kendere i USA, som er vokset lige siden; i 2006 udkom Niels Lyhne som Penguin Classic.
Nok var J.P. Jacobsen ateist som det moderne gennembruds mænd, men hans digtning er alt andet end naturalistisk, også i Georg Brandes' brede forstand. For J.P. Jacobsen kan godt lide flertydighed, "derved vinde de i Liv" (brev til Edvard Brandes), og han bruger symbolistiske virkemidler som suggestivt sprog, korrespondancebegreb og frie vers. Det kommer måske tydeligst til udtryk i novellen "Der burde have været Roser" og i Michelangelo-arabesken, men det kan allerede ses i det tidlige forfatterskab. Med J.P. Jacobsen begynder den moderne litteratur i Danmark, selv om der skulle gå nogle år, før Sophus Claussen, Johannes Jørgensen og Helge Rode førte stilen videre.
J.P. Jacobsen blev i det hele taget bedre modtaget i Tyskland, Østrig–Ungarn, Sverige og Storbritannien end i Danmark. Tolvtonemusikkens opfinder, Arnold Schönberg, satte musik til J.P. Jacobsens Gurresange (Gurrelieder uropført 1913 i Wien).
Jacobsen er læst af Freud, og man kan måske se en udvikling fra Schopenhauer over J.P. Jacobsens Fru Marie Grubbe til Freud. Det har dog ikke været muligt at påvise, at J.P. Jacobsen skulle have læst Schopenhauer, men J.P. Jacobsen var mere end almindeligt god til fremmedsprog, oversatte som den første Darwins evolutionslære fra engelsk til dansk (1872) og havde endnu lettere ved tysk.
I Vilhelm Andersens store litteraturhistorie fremstilledes J.P. Jacobsen som naturalist, hos Frederik Nielsen efter freudiansk inspiration som algolagniker (lystfølelse ved underkastelse og/eller smerte), medens Jørgen Vosmar i sin udførlige afhandling er inde på andre områder.
I de senere årtier har forskere eller forfattere som Bernhard Glienke, Horst Nägele (de), Bengt Algot Sørensen, Poul Borum, Uwe Ebel (de), Jørn Erslev Andersen og flere andre skrevet publikationer, der bringer J.P. Jacobsen mere i forbindelsen med symbolismen og foreslår ham placeret som førsymbolist/nyromantiker.
Han døde som 38-årig 30. april 1885 i Thisted.
I Jacobsens hjemby Thisted er en gade opkaldt efter ham, J. P. Jacobsensgade, og huset med hans barndomshjem er bevaret. I Thisted Museums samling er flere af hans ejendele bevaret, blandt andet hans divan, briller og andre genstande. Et stort shoppingcenter i byen er opkaldt efter ham.

## Værker
- Mogens (1872)
- Et Skud i Taagen (1875)
- Fru Marie Grubbe (1876)
- To verdener (1879)
- Niels Lyhne (1880)
- Mogens og andre Noveller (1882)
- Digte og Udkast (posthumt 1886)

### Digte
| Hervert Sperring - Til min Moder - Vaar - Kveld - Begejstring - Til Klitten - Efteraar - Nat - Hvad brød jeg mig vel - Til Strengelegen - Ellen - Hvi gjækker mig Livet stedse! - En Bøn - I Drømmenes Land - Straaler, mine Drømmesale! - Farer hen I tomme Drømme! - Drøm - Drømmeidealet - Gud frels mig dog! - Viger bort! - Asali - Asali - Vil du - Sejerssang - Til asali - Til Asali | - Solnedgang - Til Asali - Der hjælper ej Drømme - Til Asali - Farvel! - Fjern - Naar en Gang - Til Asali - Solnedgang - Hjemad - Min Lykkes Borg - Forbi - Saa er nu da Jorden en Kobbertyr - Jeg vil ej dø - Ellen - Jeg kan ej sidde lig en heldig Fisker - Asalis Have - Afsted min Baad! - Ønskerne - Solnedgang - Asali - Mod Dæmring - Signe - Fred - Ved Asalis Grav - Med store Tanker har jeg levet - Lad mig ej dø! - Herverts Død | En Cactus springer ud - Efteraar - Stemninger - En Arabesk - Gurresange Digte - Du kalder mig tavs og melankolsk (1866/67) - Monomanie (1869) - Vi stakkels travle Menneskebørn (o. 1869) - Sæt Livet nok saa vildt i Spring (o. 1869) - Har du med dit Øje skuet (1869) - Skoven ved Middagstid (o. 1869) - Regnvejr i Skoven (o. 1869) - Fra Husets Tag (o. 1870) - Hvor den flade Mark (o. 1870) - Digterliv (1870) - Faaredrengen (1870) - Ellen (1870) - Frostsne (1870) - I Seraillets Have (1870) - Navnløs (1870) - Rim (1870) - Faustina (1870) - Alle Smaablomster, trip, trip, trip (1871) - Polka (1871) - Til Agnes (1871) | - Og jeg er Ellen fra Vesteraa (1872) - Grækenland (1872) - Nævner min Tanke dig (1872) - Det er Stævnemødets Time (1872) - Kongens Øre er mæt af Tale (1872) - Arabesk til en Haandtegning af Michel Angelo (1874) - Løft de klingre Glaspokaler (1874) - En svunden Dag (1874) - Nu Dæmringen kvælder (1874) - Silkesko over gylden Læst! (1874)J.P._Jacobsen_-_forfatter - Nu er det Nat (1874) - Liglagner i Festons omkring mit Billed (1874) - Det bødes der for (1875) - En vidtstrakt Hede (1875) - Marine (1875) - Landskab (1875) - Genrebillede (1875) - Cendrée og lille (1875) - Har Dagen sanket al sin Sorg (1875) - Irmelin Rose (1875) - Evig og uden Forandring (1875) - Englen Asali (1877) - Det har Seraferne (1877) - Lad Vaaren komme, mens den vil (o, 1881) - Saa standsed og der den Blodets Strøm (o. 1884) - Lys over Landet (1884) Kilde til titler og dateringer: J.P.Jacobsen: Samlede værker, bind 4; Rosenkilde og Bagger 1974. Flere digte har samme overskrift. |

### Oversættelser
- Charles Darwin (1909), Arternes Oprindelse, Gyldendal, Wikidata  Q106765273

Denne anden udgave af J.P. Jacobsens oversættelse var revideret ved Fr. Heide. En digitalisering er tilgængelig fra Danmarks Tekniske Kulturarv.